# Bauhinia vahlii
Bauhinia vahlii är en ärtväxtart som beskrevs av Robert Wight och George Arnott Walker Arnott. Bauhinia vahlii ingår i släktet Bauhinia och familjen ärtväxter. Inga underarter finns listade i Catalogue of Life.

## Bildgalleri

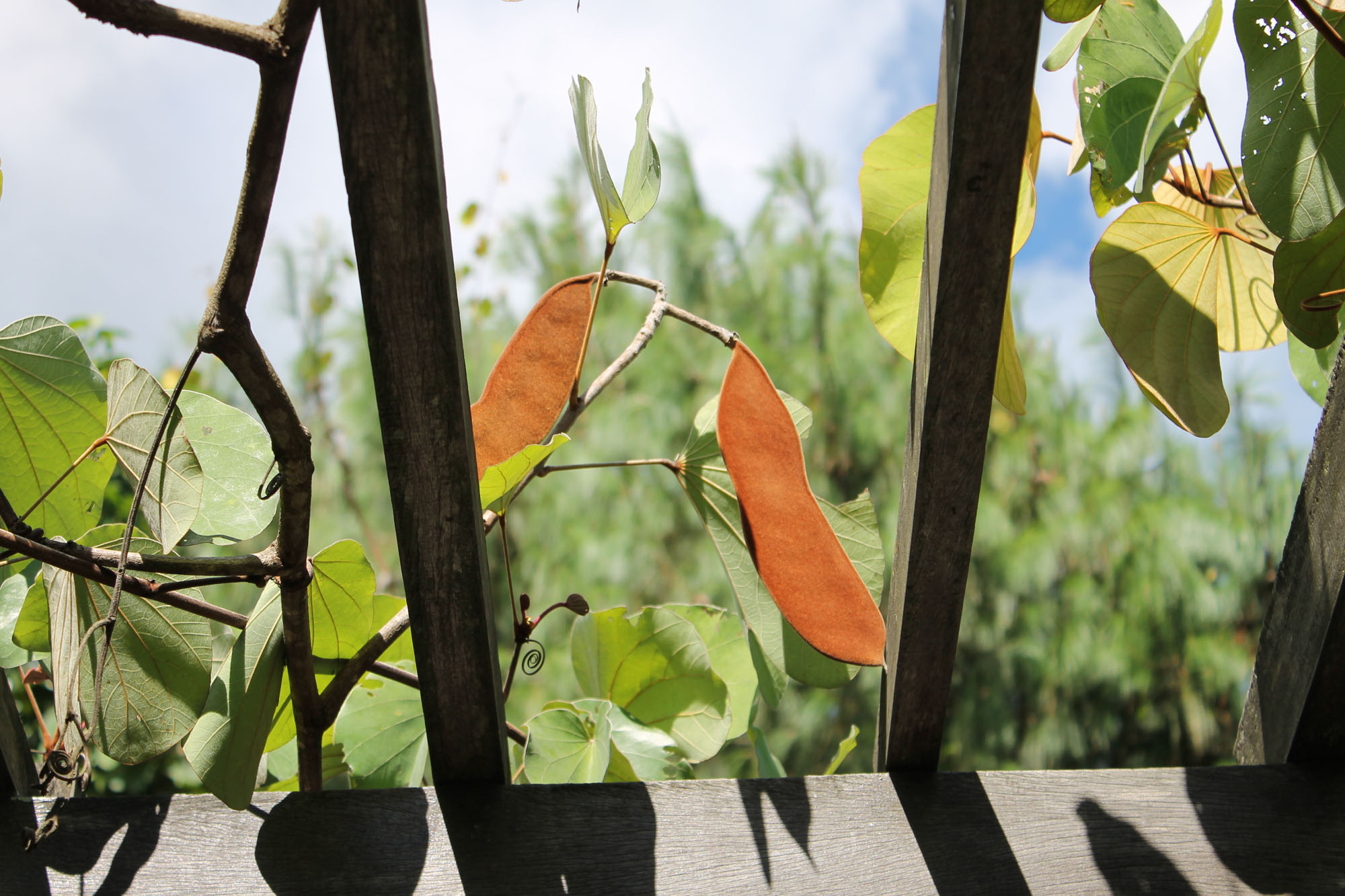
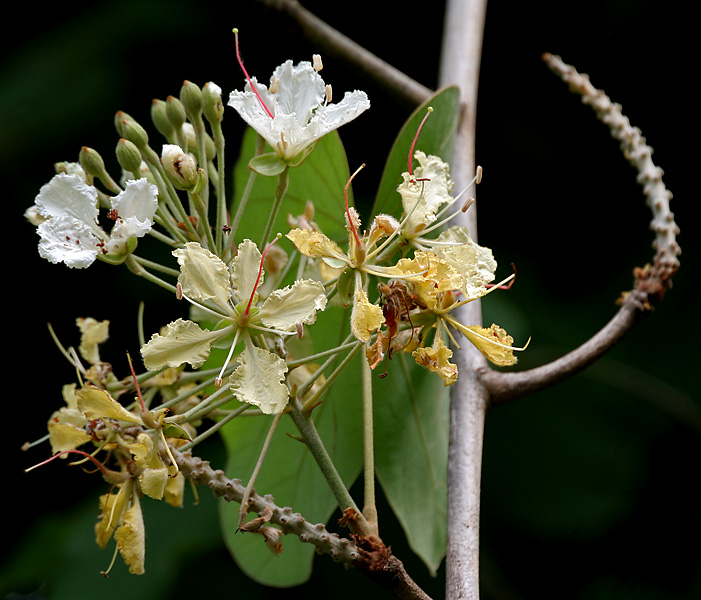
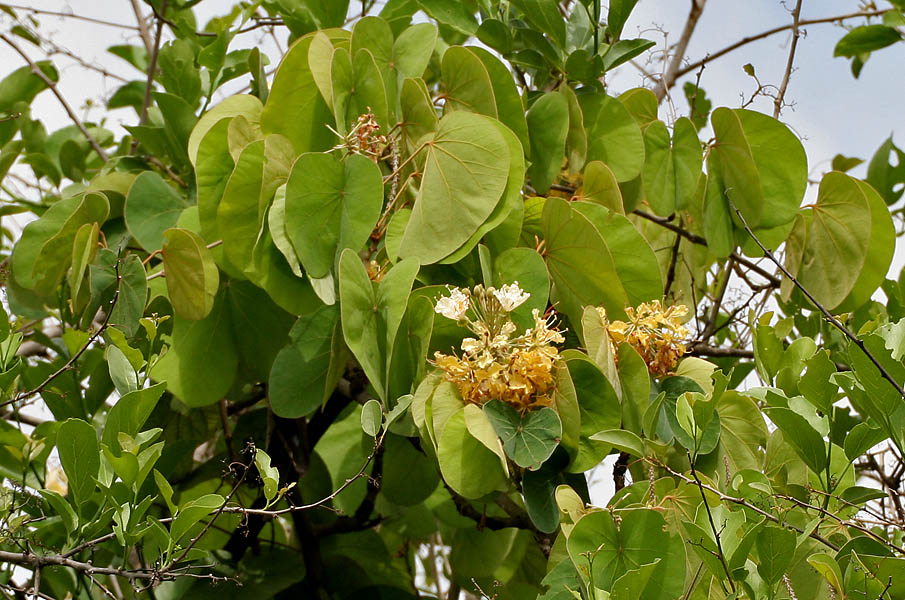
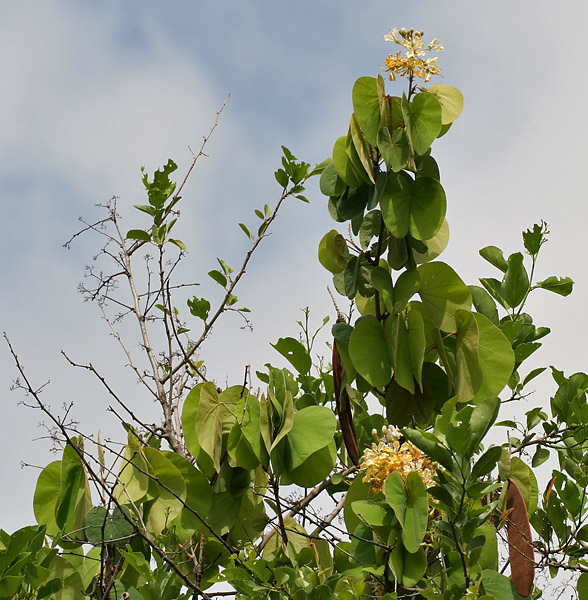